# Juan Francisco de Verneda
Juan Francisco Verneda y Sauleda (siglo XVII, Vich - siglo XVIII, Viena) conde del Sacro Imperio Germánico, barón de Hungría y noble del Principado de Cataluña. Notario, político y diplomático catalán, partidario del archiduque Carlos de Austria durante la Guerra de Sucesión Española, fue comisionado secreto en Barcelona durante la Campaña de Cataluña (1713-1714).

## Biografía
Nacido en Vich, era notario de profesión y se casó en 1689 con Hoplita de Vilana-Perles, hermana de Ramón Federico de Vilana-Perles, con quien tuvo 6 hijos y 4 hijas. Partidario del archiduque Carlos de Austria durante la Guerra de Sucesión Española, en 1704 había sido nombrado secretario del Brazo militar de Cataluña. En 1706 fue designado por Carlos de Austria protonotario de Cataluña en el Consejo de Aragón. En marzo de 1713 salió de Barcelona siguiendo la comitiva de la reina Isabel Cristina de Brunswick-Wolfenbüttel. 
Tras la proclamación de la continuación de la guerra por parte de los Brazos Generales de Cataluña reunidos en Barcelona (9 de julio de 1713), Carlos de Austria le comisionó el 12 de agosto para que fuera a Milán y facilitara a los catalanes dinero, suministros y armamento. Allí recibió cartas de cada uno de los Tres Comunes de Cataluña, así como del teniente mariscal Antonio de Villarroel, quien solicitaba patente oficial al emperador para el cargo de general comandante del ejército de Cataluña; enviadas las misivas a Viena, fue nombrado comisionado secreto del emperador Carlos de Austria en Barcelona, donde tras un primer intento frustrado consiguió llegar el 2 de octubre de 1713, no sin antes haber conferenciado con el virrey austracista de Mallorca sobre las instrucciones del emperador de como pasar suministros a la Barcelona bloqueada por las tropas borbónicas. Una vez llegado a la ciudad explicó su comisión secreta a los presidentes de los Tres Comunes de Cataluña, al gobernador del Principado, y al general comandante Antonio de Villarroel, siendo incluido a partir de entonces en las reuniones de la Junta Secreta. El 31 de octubre de 1713 envió notificación a Viena sobre las resoluciones tomadas: el dinero para financiar la guerra se haría llegar a los catalanes desde Viena a través de la República de Génova —territorio neutral durante la Guerra de Sucesión Española—, mientras los suministros y armamento saldrían de los puertos de Nápoles, Cerdeña o Liorna, para llegar a Barcelona vía Mallorca. En los finales del sitio borbónico de Barcelona, y ante la negativa a aceptar la oferta de capitulación ofrecida por el duque de Berwick, fue nombrado por los Tres Comunes de Cataluña para que informara al teniente mariscal Antonio de Villarroel que aceptaban su dimisión como general comandante del ejército catalán. 
El 11 de septiembre de 1714, entre las ruinas de la Barcelona asaltada por las tropas borbónicas, fue requerido para que dejara la comitiva de próceres catalanes que resguardaban la bandera de Santa Eulalia y se presentara en el Salón de Ciento de Barcelona. Allí informó ante todos de la comisión secreta que le había entregado el emperador Carlos de Austria llegado el caso de entrar en capitulación: en suma, Carlos de Austria ofrecía a Felipe V la entrega del reino de Mallorca e Islas de Ibiza, si tanto Cataluña como Mallorca e Islas de Ibiza conservaban sus fueros, privilegios, costumbres e inmunidades como en los tiempos del difunto Carlos II. Expuesto el plan los Tres Comunes de Cataluña nombraron a los comisionados para negociar la capitulación, pero la propuesta fue rechazada por Berwick y los comisionados volvieron a la una de la madrugada. A las doce del mediodía del 12 de septiembre Verneda fue informado que se había llegado a un pacto verbal de capitulación con el duque de Berwick, tras lo cual empezó a buscar embarcación para huir de la ciudad con sus familiares. Intentó que todos los documentos que implicaban al emperador Carlos de Austria fueran retirados del Archivo Secreto del Consejo de Ciento, solicitud que le fue denegada, y salió de Barcelona a las cuatro de la tarde del 12 de septiembre, no sin antes visitar al herido teniente mariscal Villarroel. Llegó a Mallorca el día 14 de septiembre tras atravesar el cordón de bloqueo marítimo y sufrir un temporal en alta mar. Allí conferenció con el virrey austracista informándole de los pormenores de la capitulación en Barcelona. Llegó a Viena el 16 de enero de 1715, donde fue nombrado secretario del Consejo de Estado del Sacro Imperio. Posteriormente sería elevado a barón de Hungría y conde, siendo nombrado consejero del Consejo de España residente en Viena.